# دائرة تارجيست
دائرة تارجيست هي إحدى دوائر إقليم الحسيمة، التابع لجهة طنجة تطوان الحسيمة، المملكة المغربية. تضم الدائرة 7 جماعات قروية، وبلغ عدد سكانها 52984 فرداً سنة 2004 حسب الإحصاء الرسمي للسكان والسكنى. يتبع للدائرة 15 مشيخة و128 دوار.

## التقسيمات الإداريّة
تعتبر دائرة تارجيست إحدى الدوائر المشكّلة لإقليم الحسيمة، وهو التقسيم الإداري من المستوى الرابع المعتمد في المغرب. ينقسم إقليم الحسيمة إلى 31 جماعات قروية تختلف من حيث السكان والمساحة، والتي بدورها تنقسم إلى مشيخات تضم عدداً من الدواوير.